# Mario (personaggio)
Mario (マリオ?, Mario) è un idraulico immaginario, protagonista dell'omonimo media franchise. Originariamente noto come Jumpman, fu ideato nel 1981 dall'autore di giochi giapponese Shigeru Miyamoto. Essendo il personaggio giocante di numerosi capitoli della serie Super Mario, viene comunemente chiamato Super Mario.
Mario è tra i più celebri personaggi creati dalla Nintendo, azienda nipponica specializzata in campo videoludico, della quale è considerato la mascotte, per via delle sue apparizioni in centinaia di titoli di vario genere, in maggior parte platform, dove si caratterizza per la sua abilità nel salto e per le sue trasformazioni. Al marzo 2011 sono stati venduti oltre 262 milioni di videogiochi aventi Mario come protagonista. La prima apparizione dell'idraulico baffuto è come eroe dell'arcade game Donkey Kong. Il fratello Luigi è stato introdotto nel 1983 in Mario Bros., e altri personaggi di fantasia si sono aggiunti nel tempo alle sue avventure.
Mario indossa abitualmente una maglietta rossa, una salopette blu, un paio di guanti bianchi e un cappello, anch'esso di colore rosso, con la lettera M.

## Nome

Emblema di Mario

Nel videogioco Donkey Kong Mario era chiamato Jumpman (il "saltatore"), nome che due anni dopo avrebbe ispirato l'omonimo platform Jumpman per Atari a 8 bit e Commodore 64.
In Giappone il personaggio era conosciuto come Mr. Video, ma durante la localizzazione statunitense di Donkey Kong il fondatore della Nintendo of America, Minoru Arakawa, decise di chiamarlo Mario per la somiglianza (nonché come ringraziamento simbolico) a Mario Segale (1934-2018), proprietario del primo stabilimento Nintendo negli Stati Uniti d'America, in cui negli anni ottanta si trovava la sede. Alcune fonti riportano erroneamente il cognome dell'italoamericano come "Segali".
Altre fonti, tra cui il film Super Mario Bros. e la guida strategica di Mario & Luigi: Superstar Saga, esplicitano il nome completo di Mario, che corrisponderebbe a "Mario Mario"; il fratello si chiamerebbe quindi "Luigi Mario". Nonostante la serie venga anche denominata Mario Bros. (letteralmente I Fratelli Mario), secondo Bill White della Nintendo of America i due fratelli non possiedono un cognome. Questa tesi è stata supportata dallo stesso Miyamoto nel corso di un'intervista.
Nella serie televisiva Super Mario è inoltre apparsa la madre di Mario e Luigi, la signora Rigassi (interpretata da Lou Albano). I genitori dei due idraulici sarebbero infatti emigranti italiani.

## Sviluppo e creazione

Volantino del videogioco Donkey Kong.

Mario apparve per la prima volta nell'arcade game Donkey Kong, frutto delle modifiche apportate da Shigeru Miyamoto a un videogioco su Braccio di Ferro di cui la Nintendo aveva perso la licenza. La trama era appunto basata sulla serie Braccio di Ferro: il forzuto marinaio e Olivia vennero sostituiti da Jumpman e dalla fidanzata Pauline, mentre per il ruolo di Bluto venne scelto un epigono di King Kong, chiamato Donkey Kong, che Jumpman doveva raggiungere scalando un edificio in costruzione.

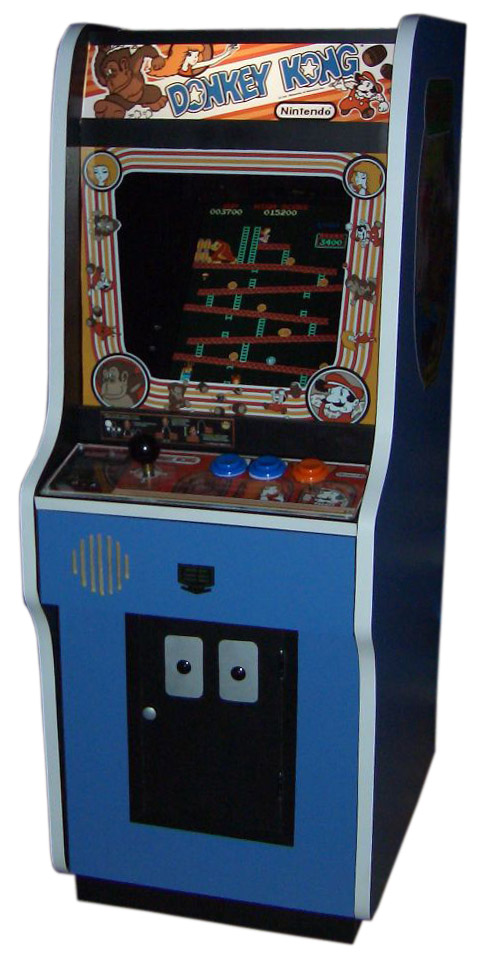
Cabinato di Donkey Kong.

All'epoca c'erano diversi giochi arcade molto popolari, in particolare del genere "mangia-punti" (dove il giocatore doveva sfuggire ai nemici in una sorta di labirinto) tra i quali spiccava Pac-Man, e il presidente della Nintendo Hiroshi Yamauchi premeva affinché gli sviluppatori della sua azienda creassero un titolo altrettanto concorrenziale. Dato che il gioco era ambientato in un cantiere, a Mario venne assegnato il ruolo di carpentiere. Originariamente il protagonista non era in grado neanche di saltare, ma lo staff capeggiato da Shigeru Miyamoto, nella ricerca di un gameplay più intuitivo e coinvolgente, decise di rivoluzionare il progetto iniziale e di conferire a Mario una maggiore capacità di movimento, come spiegherà lo stesso Miyamoto:
Venne anche realizzato un sequel, Donkey Kong Jr., in cui i ruoli si invertivano: il figlio di Donkey Kong doveva salvare il padre dalle grinfie di Mario, al quale spettava la parte del cattivo. A partire dal titolo Mario Bros., il suo nome cambiò ufficialmente da "Jumpman" a "Mario" e diventò un idraulico, accompagnato dal fratello Luigi. Questo restyling comportò la sua separazione da Donkey Kong: in Donkey Kong 3 la sua parte passò infatti al giardiniere Stanley.
Consultandosi con Hirokazu Tanaka, che lavorava al suono di Mario Bros., Miyamoto pensò di far combattere l'idraulico contro una specie immaginaria di tartarughe che potevano uscire dal guscio: i Koopa Troopa. Inoltre inserì nell'ambientazione del gioco alcuni grossi tubi –un'idea attinta dagli scenari dei vecchi manga – che diventarono, assieme alle tartarughe e alle monete, un elemento caratteristico delle avventure di Mario.

Tavolozza dei colori di Mario e Luigi in Super Mario Bros.

Solamente a partire da Super Mario Bros. 2 si decise di prestare più attenzione all'aspetto fisico del personaggio, che derivava principalmente dai limiti tecnologici dell'epoca: non potendo animare correttamente i movimenti di Mario, in Donkey Kong era stato deciso di far indossare all'idraulico una maglietta blu e una salopette rossa (i cui colori vennero invertiti nella versione per NES di Mario Bros.) al fine di aumentarne il contrasto rispetto allo sfondo nero. Il cappello fu inserito per evitare di dover disegnare dettagli quali la pettinatura e le sopracciglia di Mario. Questo evitò inoltre di dover animare i capelli dell'idraulico. Poiché la dimensione dello sprite (16x16 pixel) era troppo piccola per disegnare la bocca e le orecchie, fu deciso di inserire un paio di baffi, per separare il naso dal resto del volto, con l'aggiunta delle basette. Sfruttando le competenze di Miyamoto, che proveniva dal settore del design industriale, la progettazione del personaggio si rivelò dunque «una questione di forma a servizio della funzione», secondo le parole di Satoru Iwata, quarto presidente della Nintendo. Il fatto che l'abbigliamento sia rimasto un fattore secondario si riscontra anche nelle copertine degli anni ottanta in cui Mario indossa tute completamente blu o rosse, mentre nella famosa copertina di Super Mario Bros. è visibile come Mario Fuoco. Da Super Mario Bros. 2 – dove la salopette tornò di colore rosso, per poi restare blu dal capitolo seguente in avanti – lo stile di Mario rimase sostanzialmente inalterato sia nei videogiochi sia nel materiale promozionale. Le uniche eccezioni sono l'adozione di una maglietta a maniche corte quando si trova sull'isola Delfina e i costumi di colorazione differente nei videogiochi della serie Super Smash Bros., tra cui quelli basati sui personaggi di Wario e Foreman Spike.

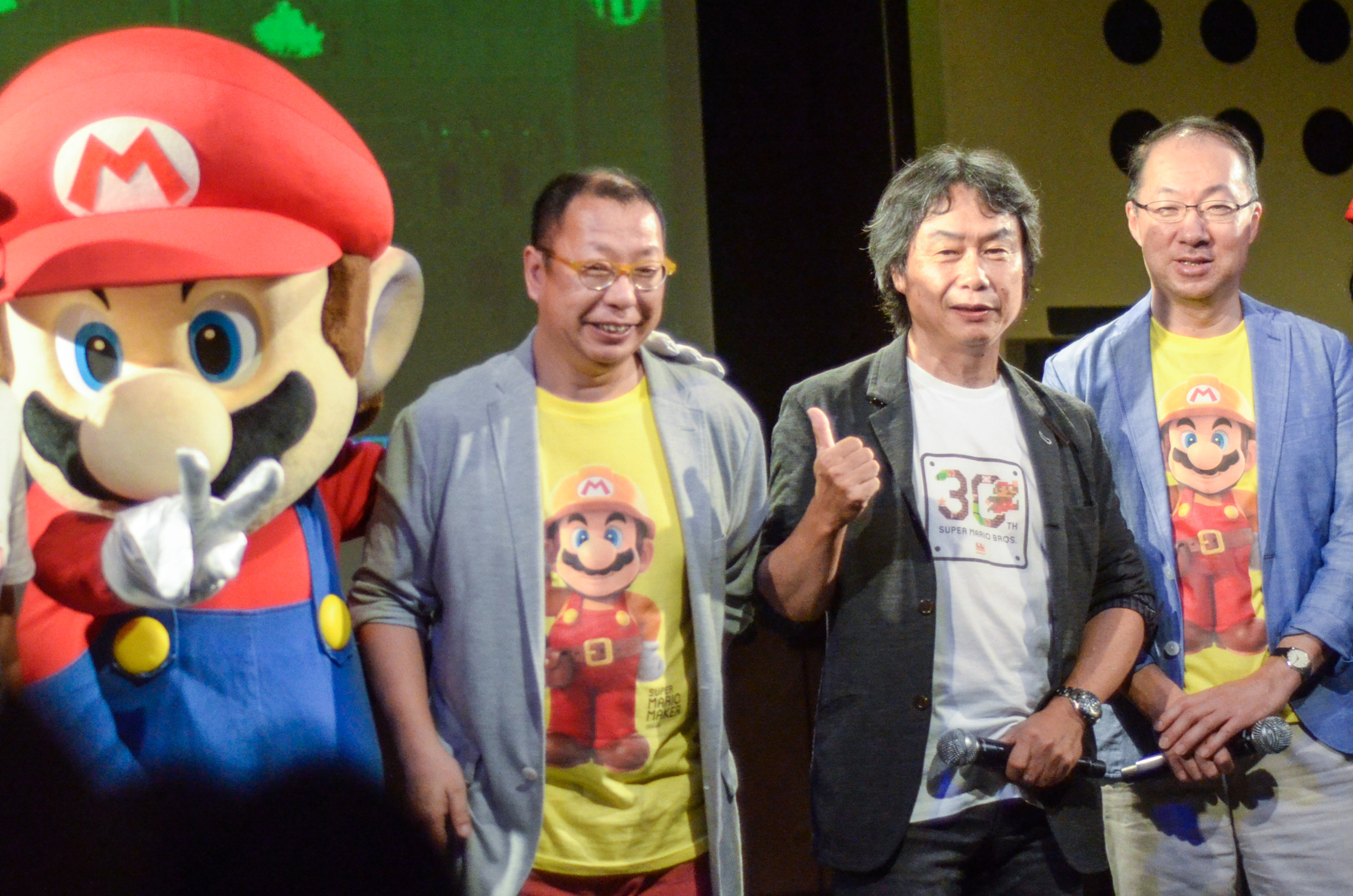
Takashi Tezuka, Shigeru Miyamoto e Kōji Kondō in occasione del trentesimo anniversario di Super Mario Bros..

Miyamoto intendeva utilizzare il personaggio di Mario per ogni altro videogioco da lui creato in futuro, seguendo l'esempio del regista Alfred Hitchcock che faceva comparire sé stesso in ogni proprio film, oltre che di mangaka celebri quali Osamu Tezuka e Fujio Akatsuka, che inscenavano i medesimi personaggi in diverse loro opere. I primi schizzi di Mario furono effettuati dallo stesso Miyamoto, che curò la grafica della confezione di Super Mario Bros., capostipite della serie di Super Mario; in esso il ruolo della damigella in pericolo fu rivestito per la prima volta dalla principessa dei funghi (rapita da un'enorme tartaruga sputa-fuoco di nome Bowser) e venne introdotta la novità di uno sfondo variabile con la prevalenza del cielo azzurro (all'epoca i videogame presentavano uno sfondo fisso di colore nero) nonché la possibilità di muoversi per aria, terra e mare. Il protagonista divenne anche in grado di nuotare, come già avveniva in Balloon Fight, e di salire sulle nuvole grazie a una liana, sulla falsariga di Jack e la pianta di fagioli. Ma la principale innovazione fu costituita dal ruolo magico dei funghi: quelli cattivi (Goomba) potevano far perdere una vita al protagonista, mentre quelli buoni lo potenziavano, aumentandone le dimensioni. Spiegherà Miyamoto:
Yōichi Kotabe, illustratore ufficiale dell'idraulico baffuto, incominciò a lavorare per la Nintendo in quello stesso periodo, affascinato dalla realizzazione del movimento del personaggio. Ricorderà:
Altri character designer che hanno plasmato le sembianze di Mario sono Shigefumi Hino e Yūsuke Nakano.

## Il personaggio
(Shigeru Miyamoto)

Un'opera raffigurante Mario, Goomba, una Pianta Piranha e un Boo, con uno sfondo in stile Tetris.

Mario è la mascotte ufficiale della Nintendo. La massima parte degli oltre duecento giochi in cui compare, è prodotta per console della azienda nipponica, seppure esistano titoli per personal computer o CD-i. La maggior parte dei titoli che vedono Mario protagonista sono videogiochi a piattaforme. Nonostante il fallimento di Mario Clash (il primo tentativo di un gioco "mariesco" a 3 dimensioni, uscito per Virtual Boy), sono stati prodotti vari capitoli della serie con grafica tridimensionale, tra cui Super Mario 64 per Nintendo 64, Super Mario Sunshine per Nintendo GameCube e Super Mario Galaxy per Nintendo Wii. In questi ultimi due, in particolare, lo staff di Miyamoto ha cercato di ottenere un certo realismo, ad esempio nel modo in cui l'idraulico salta sui nemici. A seconda del gioco, varia la sensazione effettiva nell'utilizzo del controller, dato che i comandi di Mario vengono riprodotti ex novo per ogni titolo (anche se la funzionalità dell'hardware è identica).
I capitoli di Mario in 2D e 3D hanno radici comuni perché sono sviluppati dai medesimi professionisti, a dispetto delle differenze strutturali fra i due tipi di gioco. Lo stesso Miyamoto ha osservato in merito:
Anche per le console di quinta, sesta e settima generazione sono stati sfornati titoli bidimensionali di Mario: si pensi alla serie incominciata con Paper Mario, dove il genere platform si coniuga al gioco di ruolo, e a New Super Mario Bros. Wii, in cui Miyamoto ha dichiarato di essere finalmente riuscito a creare «un Mario multiplayer».
Nella maggior parte delle sue avventure, Mario è accompagnato dal fratello Luigi e il suo scopo è salvare la principessa Toadstool (poi ribattezzata "Peach") dalle grinfie del malvagio Bowser, re dei Koopa. Miyamoto ha sempre cercato di mantenere una trama essenziale, per offrire al giocatore un intrattenimento il più possibile attivo; un'eccezione è costituita dal primo Super Mario Galaxy, dove il game director Yoshiaki Koizumi ha fatto inserire elementi "profondi" nella storia.
Tra i rivali di Mario figurano Donkey Kong, Lakitu, i Martelkoopa, Wart, i Bowserotti e Bowser Jr., nonché Wario, suo perfido doppelgänger, che gli sottrae il ruolo da protagonista in Super Mario Land 3. Tra i suoi amici può vantare, oltre al dinosauro Yoshi e al funghetto Toad, le principesse Daisy e Rosalinda. Nei giochi sportivi o di società, come in Mario Kart e Mario Party, l'eroe baffuto si ritrova a competere sia con i nemici sia con gli amici. Nella serie di picchiaduro avviata da Super Smash Bros., egli rivaleggia con Kirby e i Pokémon, oltre che coi protagonisti di altre epopee videoludiche targate Nintendo, tra cui la cacciatrice di taglie Samus Aran e lo spadaccino Link. Si noti, a proposito di quest'ultimo, che i titoli di Super Mario videro la luce nello stesso periodo di quelli di Zelda, per opera del medesimo staff (capeggiato dal trio Miyamoto-Tezuka-Nakago) e quindi con l'utilizzo di elementi comuni; ad esempio, le barre di fuoco che ostacolano il cammino del "saltatore" erano una trovata originariamente concepita per The Legend of Zelda.
Il baffuto saltatore è inoltre apparso, a partire da Mario & Sonic ai Giochi Olimpici, a fianco di Sonic the Hedgehog, la mascotte riccia della SEGA, azienda che era stata, fino a qualche anno prima, una vivace concorrente della Nintendo nella rincorsa al platform più innovativo.
Sebbene Mario sia un idraulico italoamericano cresciuto nella città di New York (in particolare nel borgo di Brooklyn), in Super Mario World 2: Yoshi's Island una cicogna lo trasporta lattante nel Regno dei Funghi, la terra immaginaria governata dalla giovane Peach. L'età di Mario è ignota, benché nella versione giapponese di Super Smash Bros. Melee (pubblicato nel 2001) venga riportato che l'idraulico ha compiuto 26 anni.

### Baby Mario

Baby Mario in Yoshi's Island.

Nel videogioco Yoshi's Island, pubblicato nel 1995 per Super Nintendo, viene introdotta una versione di Mario infante, successivamente denominata Baby Mario (ベビィマリオ?). Originariamente ritratto senza i tipici baffi e dotato solamente del cappello rosso e di un pannolino, Baby Mario assume un ruolo più importante nei titoli successivi, in particolare Mario & Luigi: Fratelli nel tempo per Nintendo DS, e il suo abbigliamento muta nella classica tuta blu, con una taglia adatta al personaggio, sebbene rimanga privo di guanti.
In Yoshi's Island, mentre una cicogna lo trasporta assieme al fratello dai futuri genitori, un anziano mago, mentore di Baby Bowser, tenta di rapire entrambi i pargoli. Il piccolo Mario scampa alle grinfie del mago e cade sulla testa di un dinosauro verde, che lo aiuta a liberare il fratello e a ritrovare la casa dei genitori. In questo titolo, come in Yoshi Touch & Go e Yoshi's Island DS, il cattivo è Kamek e la storia, che coinvolge anche Baby Luigi, si svolge nell'isola degli Yoshi. La trama di Fratelli nel tempo gira attorno a una macchina del tempo inventata dal Professor Strambic che porterà i due bimbi a incontrare le loro controparti adulte.
Baby Mario appare inoltre in vari spin-off della serie, come Mario Golf, Mario Tennis, Mario Kart: Double Dash!!, Mario Superstar Baseball, Mario Super Sluggers e Mario Tennis Open, contando alcuni cameo nei titoli di Super Smash Bros.

### Caratteristiche e abilità

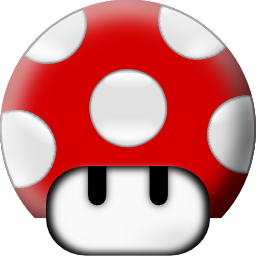
Super Fungo.

La caratteristica principale che identifica Mario è la sua capacità di compiere vari tipi di salti, da cui il nome originale "Jumpman".
Già a partire da Donkey Kong, Mario può utilizzare un martello per sconfiggere i propri nemici. Tuttavia solo in Super Mario Bros. vengono introdotti i power-up Super Fungo, Stella e Fiore di Fuoco. Il fungo trasforma Mario in Super Mario, il secondo oggetto lo rende momentaneamente invincibile, mentre il fiore lo trasforma in Mario Fuoco. Il personaggio può anche sfruttare le warp zone, ovvero spostarsi istantaneamente, attraverso i tubi, da un luogo all'altro del mondo immaginario in cui si trova (è proprio Super Mario Bros. a rendere popolare nel panorama dei videogiochi l'effetto warp).
Con Super Mario Bros. 2, di cui è game director Kensuke Tanabe, Mario è protagonista di un remake di Doki Doki Panic. In questo capitolo (da non confondere col Super Mario Bros. 2 giapponese, noto in Occidente come The Lost Levels) l'idraulico può quindi "sradicare" piante dal terreno e lanciare verdure contro i nemici, con l'obiettivo di liberare gli abitanti di Subcon, il "paese dei sogni", dalla tirannia di Re Wart.
In Super Mario Bros. 3, che riprende lo stile del primo Super Mario Bros., spuntano vari costumi di Mario, tra cui l'Abito Rana e l'Abito Martello. Grazie all'iniziativa di Takashi Tezuka, desideroso di far spiccare il volo all'idraulico, entra in scena il famoso Mario Procione, che apparirà nuovamente in New Super Mario Bros. 2, e il suo potenziamento Mario Tanuki, presente anche in Super Mario 3D Land. Gli antagonisti della mascotte baffuta si fanno più temibili: giungono infatti i sette figli di Bowser a dare man forte al padre. Il panciuto italoamericano impara a suonare un fischietto come mezzo di teletrasporto, e comincia ad avanzare tra i livelli, sempre più numerosi, con l'ausilio di una mappa, caratteristica che sarà riproposta in Super Mario World e Super Mario Land 2 (a partire da questi ultimi due, si aggiunge inoltre la possibilità di salvare il gioco). Se in Super Mario Bros. 3, raccogliendo la Super Foglia, spuntava all'idraulico una coda che lo rendeva abile nel volo, in Super Mario Land 2 gli crescono grandi orecchie collezionando carote, le quali lo trasformano in Mario Coniglio, in grado di "galleggiare" in aria.

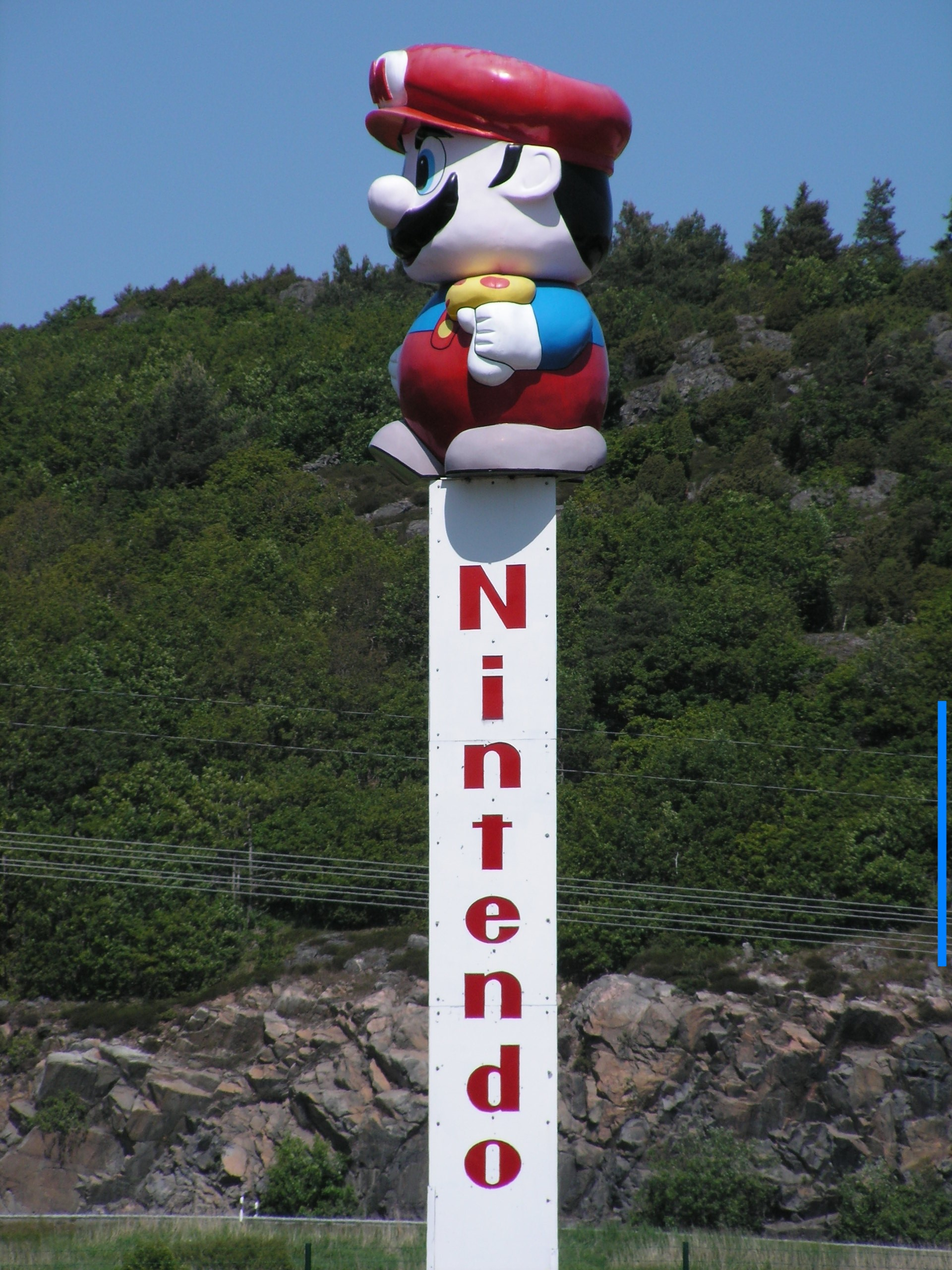
Scultura di Mario a Kungsbacka, in Svezia.

Sfruttando le potenzialità a 16 bit del Super Famicom e ispirandosi alla propria passione per i generi country e western, Miyamoto realizza in Super Mario World il progetto (concepito per Super Mario Bros. 3 ma rimasto nel cassetto per i limiti tecnologici del vecchio Famicom) di far montare l'idraulico in sella a Yoshi, un dinosauro che estende la lingua per ingurgitare bacche e nemici. Da solo o in groppa a Yoshi, Mario può volare e planare, o piombare dall'alto contro gli avversari, grazie a un nuovo power-up, la Piuma, che gli dona un mantello magico. In compagnia del dinosauro verde, la mascotte della Nintendo prosegue anche le sue avventure a 8 bit, destreggiandosi con i vassoi nel puzzle game Mario & Yoshi, che riprende il filone incominciato con Dr. Mario (dove l'idraulico vestiva i panni del medico, mentre alla "Signora Toadstool" toccavano quelli dell'infermiera, nel debellare i virus a colpi di vitamine). Dello stesso periodo è il videogioco sportivo NES Open Tournament Golf, in cui Mario si dedica assieme al fratello al proprio passatempo preferito: il golf.
Prima di approdare al Nintendo 64, Mario indossa anche le vesti di archeologo nel rompicapo Mario's Picross, che lo vede alle prese con il nonogram, e di asso del tennis in Mario's Tennis, grazie al cui successo il baffuto italoamericano continuerà a impugnare la racchetta. Ma soprattutto è protagonista del canto del cigno dello SNES con Super Mario World 2 (dove in realtà riveste un ruolo minore rispetto alle precedenti avventure firmate Miyamoto, dato che è Yoshi il principale personaggio giocante) e Legend of the Seven Stars, che inaugura la serie Super Mario RPG, in cui le abilità del personaggio sono quelle presenti nei classici GdR: utilizzare armi e lanciare incantesimi. In questo titolo (prodotto dalla Nintendo in collaborazione con la Square prima che gli screzi fra le due aziende impedissero la distribuzione del gioco in versione PAL) la visuale isometrica permette di muoversi in un mondo semi-tridimensionale popolato dai nemici storici dell'idraulico, tra cui Bowser, che stringe con lui una momentanea alleanza. Con il Re dei Koopa, oltre che con Donkey Kong Jr., Mario si era già concesso una parziale tregua delle ostilità in Super Mario Kart (capostipite dell'omonima saga), dove l'antica rivalità aveva lasciato spazio alle gare di go-kart.

I tipi di salto in Super Mario 64, dal libretto di istruzioni del gioco.

Nel rivoluzionario Super Mario 64, il primo platform tridimensionale a godere di un successo planetario, vengono introdotti diversi tipi di cappelli, contenuti in blocchi "!" di colore differente. L'eroe baffuto assume inaspettate capacità atletiche: è ora in grado di sferrare combinazioni di calci e pugni (lo si vedrà anche in Super Smash Bros.) e di eseguire una maggior gamma di movimenti e salti. Sebbene in questo capitolo egli possieda l'abilità di volare o diventare invisibile, è da evidenziare l'introduzione di una nuova trasformazione, Mario Metallo, che riapparirà in titoli successivi, come Mario Kart 7.
Con l'uscita di Super Mario 64, la Nintendo ritrova in Mario l'arma decisiva da sfoderare contro la concorrenza (rappresentata all'epoca dalla Sony, produttrice della PlayStation e nuova alleata della Square), permettendo così al presidente Hiroshi Yamauchi di esprimere una nota di soddisfazione:
In seguito, trascorrono ben sei anni prima della ricomparsa di Mario come protagonista di un platform, Super Mario Sunshine, uscito con nove mesi di ritardo rispetto al lancio del GameCube, e considerato il meno convincente fra i principali capitoli della serie, data la difficoltà di replicare il successo del titolo precedente, nonostante il passaggio dai 64 ai 128 bit. Ciononostante, in Mario Sunshine le particolarità non mancano: sulle note di musiche caraibiche e sotto un sole sempre più accecante, il paffuto idraulico può caricare sulle proprie spalle il cannone ad acqua SPLAC 3000 (ideato dal Professor Strambic) e servirsene nei combattimenti o per scoprire zone segrete, oppure per volare grazie all'effetto jet pack. Ma il suo compito principale è pulir via il fango che il suo doppelgänger, Mario Ombra, ha usato per imbrattare l'isola Delfina, sulla quale la mascotte della Nintendo si era recata per trascorrere una piacevole vacanza in compagnia della principessa Peach. Lo SPLAC 3000 riapparirà come mossa speciale di Mario in Super Smash Bros. Brawl.

La piroetta di Mario.

In Super Mario Galaxy e Super Mario Galaxy 2, sviluppati per la nuova ammiraglia Nintendo Wii, troviamo un gameplay innovativo, basato sull'utilizzo del Nunchuk in coppia col telecomando Wii. Scuotendo quest'ultimo, il giocatore fa eseguire a Mario delle piroette, necessarie a distruggere gli ostacoli, stordire i nemici e utilizzare i congegni. Ha spiegato in proposito l'autore di giochi e director Yoshiaki Koizumi:

Mega Mario in New Super Mario Bros..

Tra una piroetta e l'altra, Mario può immergersi e pattinare, o tramutarsi in ape, in spettro e in molla. Nel secondo capitolo, veste inoltre le sembianze di nuvola, iride e roccia, e torna a scorrazzare in groppa a Yoshi, che può vantare a sua volta nuove trasformazioni. Entrambi i titoli sono ambientati nello spazio aperto, dove l'idraulico della Nintendo può lanciarsi, con l'aiuto degli Sfavillotti, da un minuscolo pianeta all'altro, sfruttando gli effetti della forza di gravità.
Altri capitoli che hanno introdotto ulteriori trasformazioni di Mario sono New Super Mario Bros., Super Mario 3D Land e New Super Mario Bros. Wii.
In Super Mario Odyssey viene introdotto il personaggio di Cappy, un cappello bianco che permetterà a Mario di prendere il controllo di oggetti o nemici grazie alla cap-tura, acquisendone le abilità.

### Doppiaggio

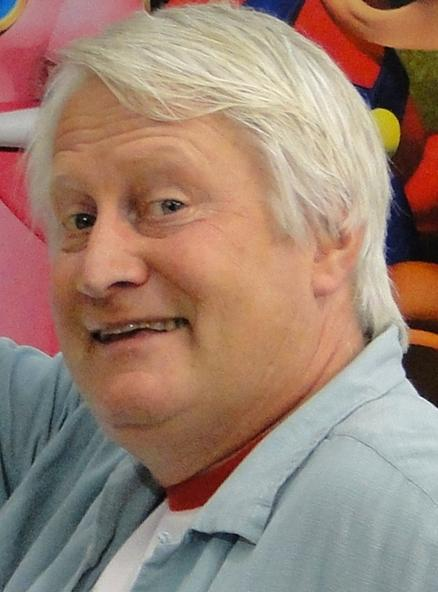
Charles Martinet.

Dal 1992 il doppiatore di Mario è stato Charles Martinet e le registrazioni della sua voce hanno avuto luogo a Seattle, sebbene la voce di Mario sia la stessa in Occidente come in Giappone. Prima di lui, nel corso degli anni si sono succeduti Peter Cullen, Tōru Furuya, il wrestler Lou Albano, Walker Boone e Marc Graue. Nel 2023 Nintendo ha annunciato che Martinet non sarebbe stato più il doppiatore di Mario nei videogiochi futuri, assumendo il ruolo di "ambasciatore" del personaggio. A partire da Super Mario Bros. Wonder, il doppiatore di Mario è lo statunitense Kevin Afghani.
Martinet ha prestato la sua voce anche ad altri personaggi del Regno dei Funghi, tra cui Luigi e i malvagi Wario e Waluigi, nonché agli eroi di numerosi altri videogiochi, ma il suo preferito è rimasto Mario. In occasione dell'uscita di Super Mario Galaxy 2, ha dichiarato in un'intervista alla BBC:
L'idraulico coi baffi è stato doppiato in lingua italiana da Tony Fuochi per la serie animata Super Mario, da Michele Gammino per il film Super Mario Bros e da Claudio Santamaria per il film Super Mario Bros. - Il film.

### Popolarità

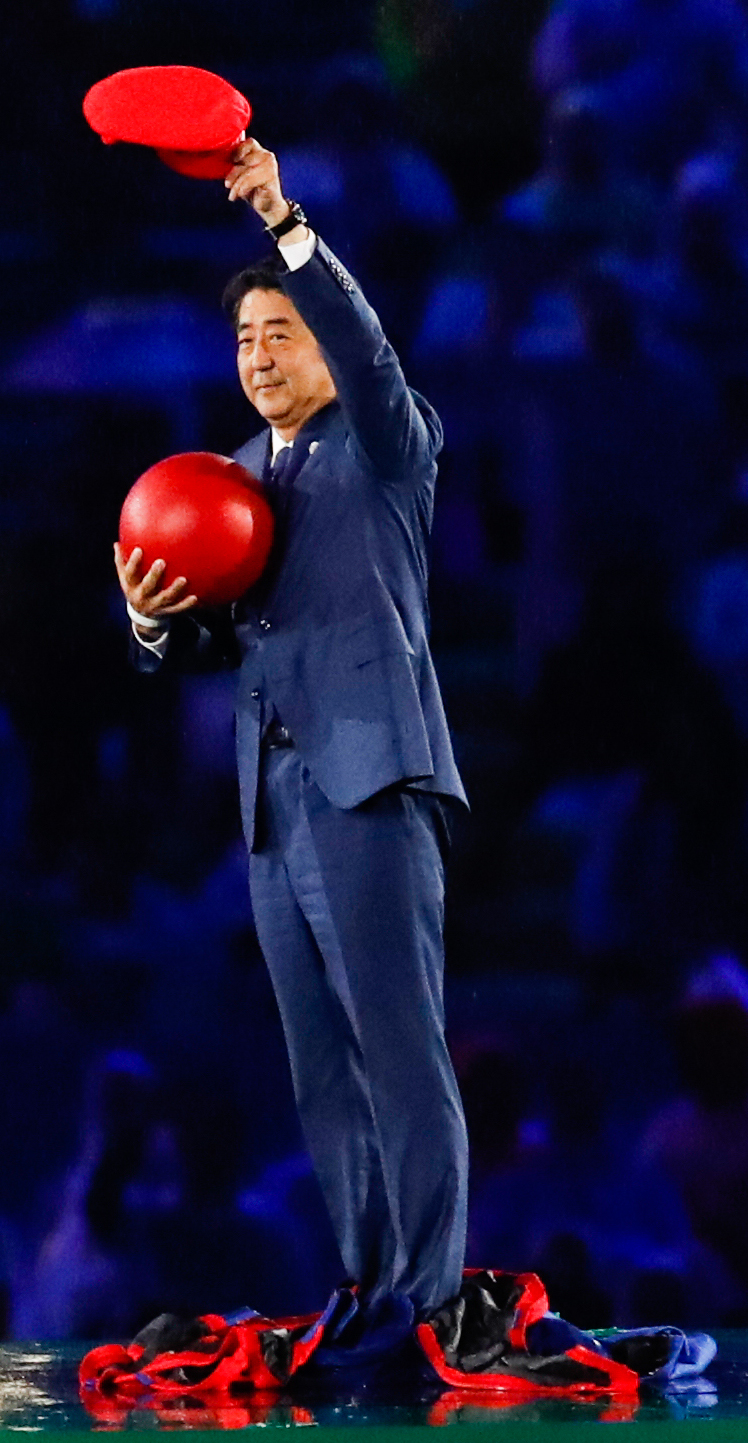
Shinzō Abe durante la cerimonia di chiusura di Rio 2016.

Mario, oltre a figurare come mascotte della Nintendo, è uno dei personaggi più noti del mondo dei videogiochi. Nel 2006 ha conquistato la Walk of Game insieme a Link e a Sonic the Hedgehog.
Il suo successo ha spinto talvolta le software house concorrenti a imitarne lo stile, come nel caso di The Great Giana Sisters, gioco del 1987 avente come eroina Giana, un clone femminile di Mario; fu programmato dai futuri autori di Turrican e venne prontamente ritirato dal mercato dopo l'accusa di plagio da parte della Nintendo.
In un sondaggio condotto da Oricon nel 2008, Mario è risultato essere il protagonista videoludico più amato da uomini e donne giapponesi, superando Cloud Strife, Pikachu e Solid Snake. Lo stesso Shigeru Miyamoto lo considera il suo personaggio preferito.
Nell'ambito del giornalismo, specialmente quello sportivo, l'epiteto di "Super Mario" è stato spesso associato a varie personalità di nome Mario. Esempi di atleti con tale soprannome sono Mario Balotelli, Mario Cipollini, Mario Gómez e Mario Lemieux. Il nomignolo è stato inoltre utilizzato per indicare il presidente del Consiglio italiano Mario Monti e il presidente della BCE Mario Draghi.
Nel corso della cerimonia di chiusura dei Giochi della XXXI Olimpiade il primo ministro del Giappone Shinzō Abe ha indossato il costume di Mario per presentare i giochi olimpici di Tokyo 2020.

## Apparizioni

### Videogiochi
Nel trentennio dal 1981 al 2011 Mario è apparso come protagonista in oltre un centinaio di titoli usciti per differenti piattaforme, tra cui arcade e portatili. La maggior parte dei titoli sono platform, ma non mancano presenze nei generi rompicapo, sportivo (in particolare simulatori di guida), di ruolo o educativo.

#### Lista dei videogiochi con Mario
Anni 1980
- Donkey Kong (Arcade, Game & Watch)
- Donkey Kong Jr. (Arcade, Game & Watch)
- Donkey Kong II (Game & Watch)
- Mario's Cement Factory (Game & Watch)
- Mario's Bombs Away (Game & Watch)
- Mario Bros. (Arcade, Game & Watch)
- Mario Bros. Special (NEC PC-8801)
- Punch Ball Mario Bros. (NEC PC-8801)
- Pinball (Arcade, NES)
- Wrecking Crew (NES)
- Super Mario Bros. (NES)
- Golf (NES)
- Tennis (NES, Game Boy)
- Super Mario Bros. Special (NEC PC-8801)
- Super Mario Bros.: The Lost Levels (Famicom)
- Vs. Super Mario Bros. (Arcade)
- All Night Nippon Super Mario Bros. (Famicom)
- Famicom Grand Prix: F-1 Race (Famicom)
- Return of Mario Bros. (Famicom)
- Super Mario Bros. 2 (NES)
- Famicom Grand Prix II: 3D Hot Rally (Famicom)
- Mario Bros. II (Commodore 64)
- Super Mario Bros. 3 (NES)
- Tetris (NES, Game Boy)
- Alleyway (Game Boy)
- Super Mario Land (Game Boy)

Anni 1990
- Dr. Mario (NES, Game Boy)
- Super Mario World (SNES)
- Qix (Game Boy)
- NES Open Tournament Golf (NES)
- Mario the Juggler (Game & Watch)
- Mario Teaches Typing (MS-DOS)
- Super Mario Bros. & Friends: When I Grow Up (MS-DOS)
- Mario Paint (SNES)
- Mario & Yoshi (Game Boy, SNES)
- Super Mario Kart (SNES)
- Super Mario Land 2: 6 Golden Coins (Game Boy)
- Mario Is Missing! (MS-DOS, SNES)
- Super Mario All-Stars (SNES)
- Yoshi's Safari (SNES)
- Mario & Wario (Super Famicom)
- Yoshi's Cookie (NES, SNES, Game Boy)
- Wario Land: Super Mario Land 3 (Game Boy)
- Tetris & Dr. Mario (SNES)
- Mario's Time Machine (MS-DOS, NES, SNES)
- Mario's Early Years! Fun with Numbers (SNES)
- Mario's Early Years! Fun with Letters (SNES)
- Mario's Early Years! Preschool Fun (SNES)
- Super Mario World 2: Yoshi's Island (SNES)
- Hotel Mario (CD-i)
- Undake30 Same Game (Super Famicom)
- Mario's Picross (Game Boy)
- Mario's Tennis (Virtual Boy)
- Mario's Super Picross (Super Famicom)
- Mario Clash (Virtual Boy)
- Super Mario RPG: Legend of the Seven Stars (SNES)
- Super Mario 64 (Nintendo 64)
- Mario's Picross 2 (Game Boy)
- Mario Teaches Typing 2 (MS-DOS)
- Mario Kart 64 (Nintendo 64)
- Excitebike: Bun Bun Mario Battle Stadium (Super Famicom Satellaview)
- Wrecking Crew '98 (Super Famicom)
- Mario Party (Nintendo 64)
- Mario Golf (Nintendo 64, Game Boy Color)
- Mario Party 2 (Nintendo 64)
- Game & Watch Gallery (Game Boy)
- Game & Watch Gallery 2 (Game Boy)
- Game & Watch Gallery 3 (Game Boy Color)
- Super Smash Bros. (Nintendo 64)

Anni 2000
- Paper Mario (Nintendo 64)
- Mario Tennis (Nintendo 64, Game Boy Color)
- Mario Party 3 (Nintendo 64)
- Dr. Mario 64 (Nintendo 64)
- Super Mario Advance (Game Boy Advance)
- Mario Kart: Super Circuit (Game Boy Advance)
- Luigi's Mansion (GameCube)
- Super Smash Bros. Melee (GameCube)
- Super Mario Advance 2: Super Mario World (Game Boy Advance)
- Super Mario Sunshine (GameCube)
- Super Mario Advance 3: Yoshi's Island (Game Boy Advance)
- Game & Watch Gallery 4 (Game Boy Advance)
- Mario Party 4 (GameCube)
- Nintendo Puzzle Collection (GameCube)
- Super Mario Advance 4: Super Mario Bros. 3 (Game Boy Advance)
- Mario Golf: Toadstool Tour (GameCube)
- Mario Kart: Double Dash!! (GameCube)
- Mario Party 5 (GameCube)
- Mario & Luigi: Superstar Saga (Game Boy Advance)
- Mario Golf: Advance Tour (Game Boy Advance)
- Mario vs. Donkey Kong (Game Boy Advance)
- Paper Mario: Il portale millenario (GameCube)
- Mario Pinball Land (Game Boy Advance)
- Mario Power Tennis (GameCube, Game Boy Advance)
- Mario Party 6 (GameCube)
- Super Mario 64 DS (Nintendo DS)
- Mario Party Advance (Game Boy Advance)
- Dancing Stage: Mario Mix (GameCube)
- Mario Kart Arcade GP (Arcade)
- Super Princess Peach (Nintendo DS)
- Mario Party 7 (GameCube)
- Mario Superstar Baseball (GameCube)
- Mario Kart DS (Nintendo DS)
- Mario Smash Football (GameCube)
- Mario & Luigi: Fratelli nel tempo (Nintendo DS)
- New Super Mario Bros. (Nintendo DS)
- Mario Slam Basketball (Nintendo DS)
- Mario vs. Donkey Kong 2: La Marcia dei Minimario (Nintendo DS)
- Itadaki Street DS (Nintendo DS)
- Mario Kart Arcade GP 2 (Arcade)
- Super Paper Mario (Wii)
- Mario Strikers Charged Football (Wii)
- Mario Party 8 (Wii)
- Mario & Sonic ai Giochi Olimpici (Wii, Nintendo DS)
- Super Mario Galaxy (Wii)
- Mario Party DS (Nintendo DS)
- Super Smash Bros. Brawl (Wii)
- Dr. Mario & Sterminavirus (WiiWare)
- Mario Kart Wii (Wii)
- Mario Super Sluggers (Wii)
- Mario & Luigi: Viaggio al centro di Bowser (Nintendo DS)
- Mario & Sonic ai Giochi Olimpici Invernali (Wii, Nintendo DS)
- New Super Mario Bros. Wii (Wii)

Anni 2010
- Super Mario Galaxy 2 (Wii)
- Mario vs. Donkey Kong: Parapiglia a Minilandia (Nintendo DS)
- Mario Sports Mix (Wii)
- Super Mario 3D Land (Nintendo 3DS)
- Mario & Sonic ai Giochi Olimpici di Londra 2012 (Wii, Nintendo 3DS)
- La via della fortuna (Wii)
- Mario Kart 7 (Nintendo 3DS)
- Mario Party 9 (Wii)
- Mario Tennis Open (Nintendo 3DS)
- New Super Mario Bros. 2 (Nintendo 3DS)
- Paper Mario: Sticker Star (Nintendo 3DS)
- New Super Mario Bros. U (Wii U)
- Luigi's Mansion 2 (Nintendo 3DS)
- Mario & Luigi: Dream Team Bros. (Nintendo 3DS)
- Mario Kart Arcade GP DX (Arcade)
- Mario & Sonic ai Giochi Olimpici Invernali di Sochi 2014 (Wii U)
- Super Mario 3D World (Wii U)
- Yoshi's New Island (Nintendo 3DS)
- Mario Golf: World Tour (Nintendo 3DS)
- Mario Kart 8 (Wii U)
- Super Smash Bros. for Nintendo 3DS e Wii U (Nintendo 3DS, Wii U)
- Captain Toad: Treasure Tracker (Wii U)
- Mario vs. Donkey Kong: Tipping Stars (Nintendo 3DS, Wii U)
- Mario Party 10 (Wii U)
- Puzzle & Dragons: Super Mario Bros. Edition (Nintendo 3DS)
- Dr. Mario: Miracle Cure (Nintendo 3DS)
- Super Mario Maker (Wii U, Nintendo 3DS)
- Mario Tennis: Ultra Smash (Wii U)
- Mario & Luigi: Paper Jam Bros. (Nintendo 3DS)
- Mario & Sonic ai Giochi Olimpici di Rio 2016 (Nintendo 3DS, Wii U)
- Mini Mario & Friends: amiibo Challenge (Nintendo 3DS, Wii U)
- Paper Mario: Color Splash (Wii U)
- Mario Party: Star Rush (Nintendo 3DS)
- Super Mario Run (iOS, Android)
- Mario Sports Superstars (Nintendo 3DS)
- Mario Kart 8 Deluxe (Nintendo Switch)
- Mario + Rabbids Kingdom Battle (Nintendo Switch)
- Mario & Luigi: Superstar Saga + Scagnozzi di Bowser (Nintendo 3DS)
- Super Mario Odyssey (Nintendo Switch)
- Mario Party: The Top 100 (Nintendo 3DS)
- Mario Tennis Aces (Nintendo Switch)
- Super Mario Party (Nintendo Switch)
- Super Smash Bros. Ultimate (Nintendo Switch)
- New Super Mario Bros. U Deluxe (Nintendo Switch)
- Super Mario Maker 2 (Nintendo Switch)
- Dr. Mario World (Android, iOS)
- Mario Kart Tour (Android, iOS)
- Luigi's Mansion 3 (Nintendo Switch)
- Mario & Sonic ai Giochi Olimpici di Tokyo 2020 (Nintendo Switch, Arcade)

Anni 2020
- Paper Mario: The Origami King (Nintendo Switch)[104]
- Super Mario 3D All-Stars (Nintendo Switch)[105]
- Super Mario Bros. 35 (Nintendo Switch)[105]
- Mario Kart Live: Home Circuit (Nintendo Switch)[105]
- Super Mario 3D World + Bowser's Fury (Nintendo Switch)[105]
- Mario Golf: Super Rush (Nintendo Switch)[106]
- Mario Party Superstars (Nintendo Switch)[107]
- Mario Strikers: Battle League Football (Nintendo Switch)[108]
- Mario + Rabbids Sparks of Hope (Nintendo Switch)[109]
- Super Mario Bros. Wonder (Nintendo Switch)[110]
- WarioWare: Move It! (Nintendo Switch)[111]
- Super Mario RPG (Nintendo Switch)[112]
- Mario vs. Donkey Kong (Nintendo Switch)[113]
- Paper Mario: Il portale millenario (Nintendo Switch)[114]
- Luigi's Mansion 2 HD (Nintendo Switch)[115]
- Nintendo World Championships: NES Edition (Nintendo Switch)[116]
- Super Mario Party Jamboree (Nintendo Switch)[117]
- Mario & Luigi: Fraternauti alla carica (Nintendo Switch)[118]
- Mario Kart World (Nintendo Switch 2)

Oltre alle apparizioni sopracitate, Mario compare in qualità di arbitro in Punch-Out!! e Tennis, nei panni di demolitore in Wrecking Crew e come giudice di gara nella versione per Game Boy di F-1 Race. È inoltre un personaggio giocante di NBA Street V3 e di SSX on Tour. Egli riveste il ruolo di cattivo solamente in Donkey Kong Jr. Nel gioco educativo Mario Is Missing!, l'idraulico baffuto viene rapito da Bowser e spetta a Luigi il compito di ritrovarlo. In Luigi's Mansion, sempre Luigi dovrà recuperare alcuni oggetti del fratello, tra cui il cappello e uno dei suoi guanti.
Sono inoltre degni di nota i cameo di Mario in Pinball (nella sezione bonus), Alleyway (nel ruolo di pilota della navicella che colpisce la pallina), Tetris (fra un livello e l'altro) e Qix (nelle vesti di un messicano col sombrero) per Game Boy, oltre alle apparizioni successive in Pilotwings 64, dove il suo volto giganteggia sul monte Rushmore, scolpito al posto di George Washington, in The Legend of Zelda: A Link to the Past, The Legend of Zelda: Ocarina of Time e Metal Gear Solid: The Twin Snakes. Tra i videogiochi in cui sono presenti riferimenti al personaggio della Nintendo figurano Animal Crossing, Kirby's Fun Pak, The Legend of Zelda: Link's Awakening, The Legend of Zelda: Majora's Mask, Nintendogs, SimCity e Wii Party.

### Televisione e cinema
Nel 1983 Mario è apparso in televisione, doppiato da Peter Cullen nella serie animata Saturday Supercade, dedicata ad alcuni personaggi dell'età dell'oro dei videogiochi arcade e trasmessa dalla rete statunitense CBS.
Nel 1986 è stato prodotto un film d'animazione dal titolo Super Mario Bros. - Peach-hime kyushutsu dai sakusen! (スーパーマリオブラザーズ ピーチ姫救出大作戦!?, Sûpâ Mario Burazâzu. - Pîchi-hime kyushutsu dai sakusen, lett. "Super Mario Bros. - La grande strategia di salvataggio della principessa Peach"), distribuito solo in Giappone come Original anime video su VHS.

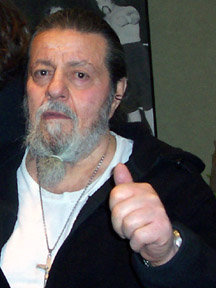
Lou Albano nel 2009

Nel 1989 è comparsa sul piccolo schermo un'altra serie animata di produzione statunitense, dedicata questa volta per intero all'eroe baffuto: Super Mario - Le avventure di Super Mario (The Super Mario Bros. Super Show!), ispirata al videogioco Super Mario Bros. 2, trasmessa in Italia sulle reti Fininvest con una sigla musicale, scritta da A. Valeri Manera e cantata da Cristina D'Avena, che celebra le virtù dell'idraulico nintendiano:
Nel paese d'origine, questa serie è andata in onda all'interno di un omonimo programma pomeridiano della DIC, presentato da Lou Albano e Danny Wells, travestiti rispettivamente da Mario e Luigi.
L'anno successivo, nel 1990, è apparso sulla NBC un nuovo cartone animato, anch'esso prodotto dalla DIC, dal titolo Le avventure di Super Mario (Captain N & the Adventures of Super Mario Bros. 3), seguito nel 1991 da Super Mario World (Captain N and the New Super Mario World), entrambi all'interno del programma Captain N: The Game Master, poi trasmessi in Italia come parte della serie Super Mario - Le avventure di Super Mario.

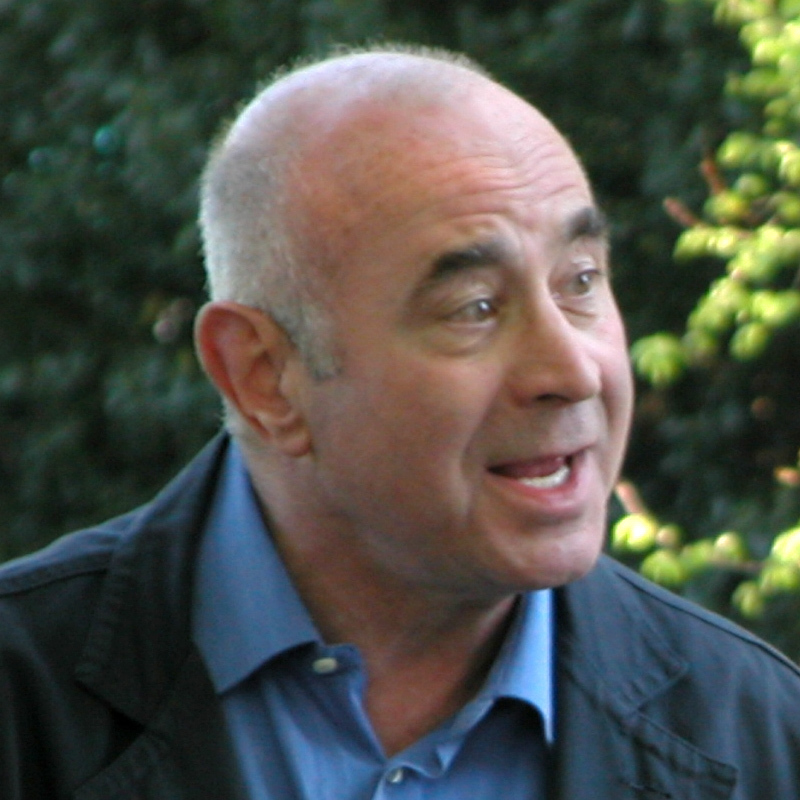
Bob Hoskins nel 2006

Mario è inoltre il protagonista del film statunitense Super Mario Bros., dove ha una fidanzata di nome Daniela. In questa pellicola del 1993, prima trasposizione cinematografica di un videogioco, l'idraulico della Nintendo è interpretato da Bob Hoskins che lo riteneva uno dei suoi peggiori ruoli. Nonostante le recensioni negative e il flop economico, il lungometraggio ha ricevuto due candidature al Saturn Award per i costumi e il trucco. Per il ruolo di Mario, Lightmotive aveva invano provato a convincere l'attore e regista Danny DeVito, che avrebbe inoltre diretto la pellicola, prima di stabilire un accordo con Tom Hanks, che fu tuttavia considerato dalla produzione troppo costoso.
Nel febbraio 2018 Nintendo annuncia la realizzazione di un film d'animazione in collaborazione con Illumination che segna il ritorno di Mario sul grande schermo. Originariamente previsto per il 2022, Super Mario Bros. - Il film è stato distribuito nell'aprile 2023. Nel film la voce di Mario è stata affidata a Chris Pratt, nonostante la presenza nel cast di Charles Martinet.

### Apparizioni fuori dalla serie e altri media

#### Cameo
Mario fa capolino in numerose serie TV d'animazione. Alcune fra le sue apparizioni sono le seguenti:
- Nell'episodio Il gioco del Se Fossi 2 di Futurama, Mario è il rappresentante italiano all'ONU.[140]
- Nell'episodio Marge non essere orgogliosa dei Simpson, Bart immagina che Mario, Luigi, Donkey Kong e Sonic lo incoraggino a rubare la copia di un videogioco, mentre nell'episodio Homer annega nel suo diluvio universale, Homer lancia dei bidoni ad un turista italiano che ha le sembianze di Mario come in un livello di Donkey Kong.[140]
- Nell'episodio Il centone della discordia de Gli amici immaginari di casa Foster, appare con il fratello Luigi.[140]
- Il primo episodio di Seth MacFarlane's Cavalcade of Cartoon Comedy, dal titolo Super Mario Rescues The Princess, ha come protagonista l'idraulico baffuto.
- Alcuni riferimenti a Mario e Bowser sono presenti in Chowder - Scuola di cucina.[140]

Due orologi da polso del 1993, della serie Super Mario Watch

#### Apparizioni in altri media
Oltre alla serie televisiva e ai film, l'idraulico della Nintendo è protagonista di un romanzo per ragazzi di Todd Strasser, Super Mario Bros. (basato sulla sceneggiatura della pellicola cinematografica), e di diversi fumetti, tra cui il manga di Yukio Sawada Super Mario-kun (スーパーマリオくん?, Sūpā Mario-kun), pubblicato solo in Giappone dalla casa editrice Shogakukan.
Nel paese del Sol Levante hanno riscosso particolare successo i CD delle colonne sonore composte da Kōji Kondō per i giochi di Mario, mentre negli Stati Uniti è stata commercializzata una raccolta musicale, White Knuckle Scorin, dedicata all'eroe della Nintendo, con allegato un fumetto. Per le musiche di Super Mario Galaxy, Mahito Yokota ha convinto Kondō a mobilitare addirittura un'orchestra, pur affermando che la vera "essenza di Mario" è rispecchiata dal sound latino-americano.
Per il 25º anniversario di Super Mario Bros., la Nintendo ha ripubblicato per Wii Super Mario All-Stars, accludendovi il libretto Super Mario History, assieme a un CD con le colonne sonore più rappresentative della serie. Alla mascotte baffuta è stata inoltre dedicata la canzone Disegna Mario cantando, realizzata dagli sviluppatori dell'EAD di Tokyo, utilizzando Flipnote Studio. La versione inglese del brano è inclusa anche nel Game & Watch: Super Mario Bros. distribuito per il 35º anniversario. Yoshiaki Koizumi ha auspicato in merito:
Da segnalare anche un brano disco di Ambassadors of Funk featuring MC Mario, Super Mario Land (ispirato all'omonimo titolo diretto da Gunpei Yokoi), uscito nel novembre del 1992 ed entrato nella top ten inglese dei singoli più venduti.
Tra gli svariati oggetti di merchandising raffiguranti Mario e i personaggi del Regno dei Funghi, si contano spazzolini da denti, t-shirt, staction figure e prodotti alimentari, oltre a un gioco di carte collezionabili e versioni speciali di Monopoly e UNO dedicati all'idraulico coi baffi.